# Verplichte feestdag
In de Katholieke Kerk zijn de verplichte feestdagen (ook wel: geboden feestdagen) de feestdagen waarop de gelovigen verplicht zijn de Mis bij te wonen en zich "ook te onthouden van werken en bezigheden die een beletsel zijn voor de eredienst die aan God gebracht moet worden, voor de vreugde die aan de Dag des Heren eigen is, of voor de nodige ontspanning van geest en lichaam".

## De Latijnse Kerk
Canon 1246 van het Kerkelijk Wetboek van 1983 bepaalt dat er in de Latijnse Kerk tien verplichte feestdagen zijn:
1. Onbevlekte Ontvangenis van Maria (8 december)
2. Kerstmis (25 december)
3. Maria Moeder van God (1 januari)
4. Openbaring van de Heer in de volksmond Driekoningen genoemd (6 januari)
5. H. Jozef (19 maart)
6. Hemelvaartsdag (veertigste (40ste) paasdag = 39 dagen na Pasen)
7. Sacramentsdag (60 dagen na Pasen)
8. HH. Petrus en Paulus (29 juni)
9. Maria-Tenhemelopneming (15 augustus)
10. Allerheiligen (1 november)

Andere feestdagen, zoals Aswoensdag, zijn nooit verplicht.
Alle katholieken zijn verplicht om op deze dagen een volledige Mis bij te wonen, evenals op alle zondagen van het jaar (met inbegrip dus van Pasen, Palmzondag, Pinksteren enz.) om te voldoen aan het eerste van de vijf geboden van de Kerk. Het is echter niet verplicht om ook te communie te gaan; zoals het vijfde gebod van de Kerk bepaalt, volstaat het om eenmaal per jaar te communie te gaan, bij voorkeur in de paastijd. Bovendien is de bisschoppenconferentie van een bepaald land of streek is bevoegd om, met de toestemming van het Vaticaan en naargelang de lokale omstandigheden, een kleiner aantal op te leggen of sommige dagen te verplaatsen naar een andere dag. Van die mogelijkheid heeft zowel de Belgische als de Nederlandse kerkprovincie gebruikgemaakt.

### De Belgische kerkprovincie
De Belgische bisschoppenconferentie heeft gebruikgemaakt van de mogelijkheid om enkele feestdagen af te schaffen. Reeds sinds het begin van de negentiende eeuw zijn er in België slechts vier verplichte feestdagen:
1. Kerstmis (25 december)
2. Hemelvaartsdag (veertigste (40ste) paasdag = 39 dagen na Pasen)
3. Maria-Tenhemelopneming (15 augustus)
4. Allerheiligen (1 november)

In principe wordt Driekoningen in België verplaatst van 6 januari naar de eerste zondag na 1 januari. Bij Sacramentsdag is dat niet het geval: dat feest wordt als vanouds op een donderdag gevierd. Toch zijn in beide gevallen afwijkingen mogelijk; in bijzondere omstandigheden kan men ervoor kiezen om op 6 januari toch de liturgie van Driekoningen te nemen, en/of op de zondag na Sacramentsdag de liturgie van Sacramentsdag.
Hoewel 1 januari in België een wettelijke feestdag is in het burgerlijk recht, is het feest van Maria Moeder van God dus geen verplichte feestdag voor de katholieken in België.

### De Nederlandse kerkprovincie
In Nederland zijn de volgende vijf feestdagen verplicht:
1. Kerstmis (25 december)
2. Maria Moeder van God (1 januari)
3. Hemelvaartsdag (veertigste (40ste) paasdag = 39 dagen na Pasen)
4. Maria-Tenhemelopneming (15 augustus)
5. Allerheiligen (1 november)

Omdat Maria-Tenhemelopneming en Allerheiligen sinds 1967 niet meer als vrije dag gevierd worden, waren het geen verplichte feestdagen meer en werden deze hoogfeesten gedurende enige tijd verplaatst naar de zondag. De Nederlandse bisschoppen hebben echter met ingang van 1 januari 1991 besloten beide feesten weer te vieren als verplichte feestdag met een eucharistieviering op de dag zelf op een tijdstip waarop veel gelovigen aanwezig kunnen zijn. Het voorschrift om zich "ook te onthouden van werken en bezigheden die een beletsel zijn voor de eredienst die aan God gebracht moet worden, voor de vreugde die aan de Dag des Heren eigen is, of voor de nodige ontspanning van geest en lichaam" geldt op deze laatste twee dagen (Maria-Tenhemelopneming en Allerheiligen) echter niet.
Net als in België wordt Driekoningen verplaatst van 6 januari naar de eerste zondag na 1 januari. In Nederland wordt echter ook Sacramentsdag naar de eerstvolgende zondag (tweede zondag na Pinksteren) verplaatst. Beide wijzigingen naar een besluit van het congregatie der Riten in 1968, waarin is besloten dat in landen waar Driekoningen en Sacramentsdag geen verplichte vrije dag is, de kerkelijke viering verschoven kan worden naar de eerstvolgende zondag.

### In Suriname
Suriname behoort tot het bisdom Paramaribo. Dit bisdom valt onder de kerkprovincie van het aartsbisdom Port Of Spain. In deze kerkprovincie zijn de volgende drie feestdagen verplicht:
1. Kerstmis (25 december)
2. Maria Moeder van God (1 januari)
3. Sacramentsdag (60 dagen na Pasen)

## De Oosters-katholieke Kerken
In de Oosters-katholieke Kerken geldt in wezen dezelfde regeling als voor de Latijnse Kerk; voor deze Kerken bestaan evenwel slechts vijf verplichte feestdagen:
1. Kerstmis (25 december)
2. Driekoningen (6 januari)
3. Hemelvaartsdag (veertigste (40ste) paasdag = 39 dagen na Pasen)
4. HH. Petrus en Paulus (29 juni)
5. Maria-Tenhemelopneming (15 augustus)